# Укроп (род)
Укро́п (лат. Anéthum) — небольшой род однолетних или двулетних травянистых растений семейства Зонтичные. Из видов наиболее распространен Укро́п паху́чий, или огоро́дный (лат. Anéthum graveólens), популярное культурное растение, выращиваемое как пряность.

## Название
По наиболее распространенной версии, латинское родовое именование лат. Anethum происходит от древнегреческого др.-греч. ἄνηθον (ánēthon), которое являлось названием растений укроп или анис. Менее популярные варианты предполагают происхождение от того же корня, но со значением «благоухающий», либо «успокаивающий», «снимающий раздражение».
Русскоязычное название «укроп» восходит к ст.‑слав. koprъ, вероятно произошедшего от праиндоевропейского корня ku̯ə1po- со значением «аромат, запах».

## Ботаническое описание[7][8]

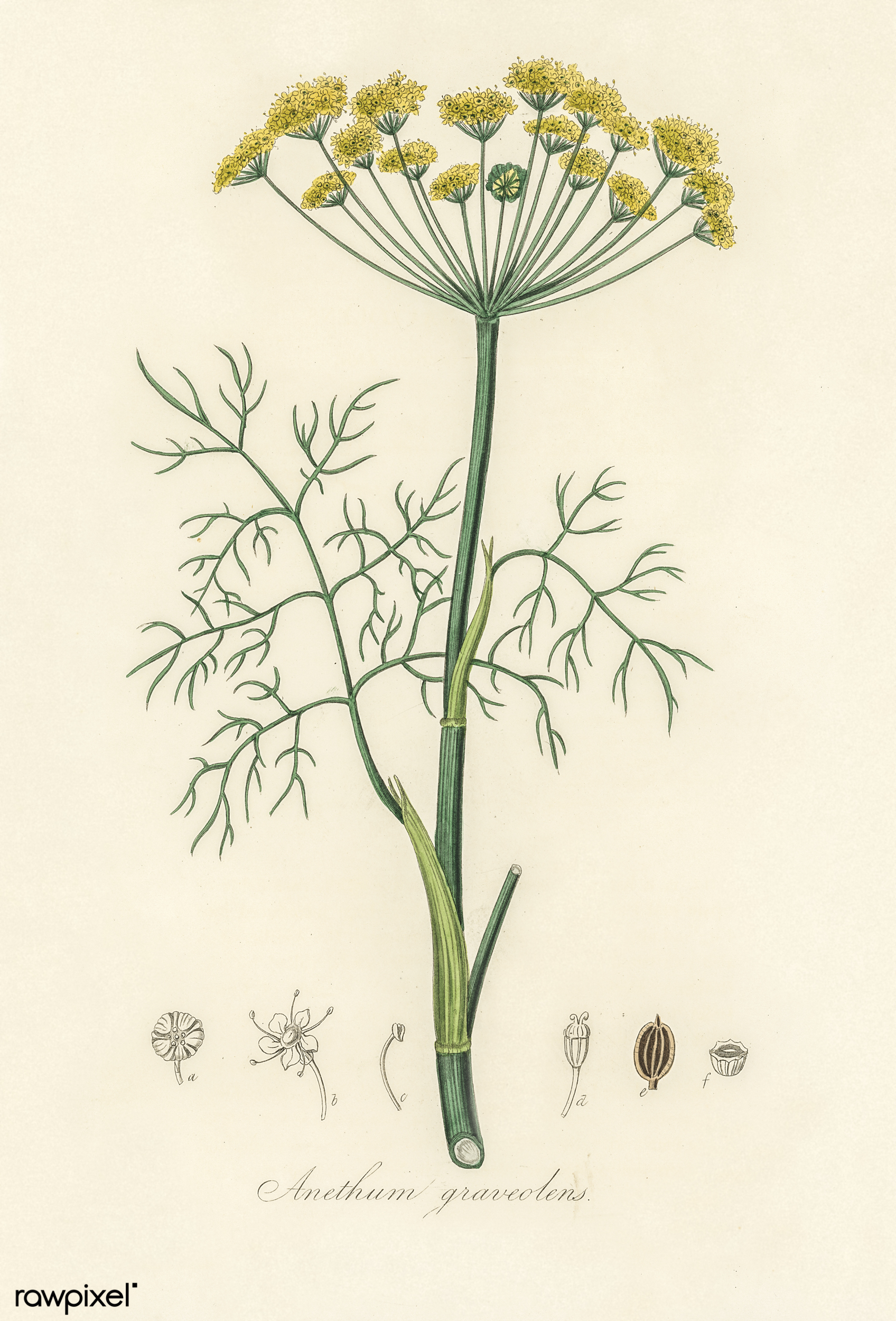
Укроп (Anethum graveolens) илл. издания Medical Botany (1836) by John Stephenson and James Morss Churchill.

Однолетние, редко двулетние травы с глубоко разрезанными листьями.
Корень тонкий, стержневой.
Стебель прямостоячий, круглый в сечении, сизоватый, тонко бороздчатый, в середине ветвящийся, до 120 см высотой.
Прикорневые листья с выраженными черешками, при основании расширенными в продолговатое влагалище, широко пленчатое по краю. Верхние листья сидячие на влагалище. Листовые пластинки трижды или четырежды перистые, доли последнего порядка нитевидные.
Соцветия — рыхлые зонтики с 30-50 (У. пахучий), 16 (У. Теркауфа) или 5-9 (У. обертковый) лучами.
Зубцы чашечки очень короткие или отсутствуют. Лепестки желтые с коричневатой центральной жилкой, верхушка выраженно свернута внутрь. Основание пестика (стилоподиум) коническое, столбик короткий, прямостоячий в начале цветения и отогнутый после отцветания.
Плоды яйцевидные или широко эллиптические, сжатые со спинки. Полуплодики с тремя нитевидными, более менее выступающими килеватыми спинными ребрами. Боковые ребра увеличенные, в виде тонкого желтоватого края. Канальцы под ложбинками одиночные, на спайке их 2-4.

## Распространение и экология
В диком виде произрастает в Малой Азии, Северной Африке, Иране, Гималаях. Как культивируемое и сорное растение — повсеместно на всех континентах.

## Классификация

### Таксономия[9]
Anethum L., 1753, Sp. Pl. 1: 250.
Ботанический род Укроп относится к семейству Зонтичные (Apiaceae) порядка Зонтикоцветные  (Apiales). Кладограмма в соответствии с Системой APG IV:
|  |                                      |  |                                   |                                   |                     |  | ещё 6 семейств |               |               |                                                         |
|  |                                      |  |                                   |                                   |                     |  |                |               |               | еще 2 подтвержденных вида и 6 в статусе "непроверенных" |
|  |                                      |  |                                   | порядок Зонтикоцветные            |                     |  |                |               | род Укроп     |                                                         |
|  |                                      |  |                                   | порядок Зонтикоцветные            |                     |  |                |               | род Укроп     |                                                         |
|  | отдел Цветковые, или Покрытосеменные |  |                                   |                                   | семейство Зонтичные |  |                |               |               |                                                         |
|  | отдел Цветковые, или Покрытосеменные |  |                                   |                                   |                     |  |                |               |               |                                                         |
|  |                                      |  | ещё 63 порядка цветковых растений | ещё 63 порядка цветковых растений |                     |  |                | ещё 447 родов | ещё 447 родов |                                                         |
|  |                                      |  |                                   | ещё 63 порядка цветковых растений |                     |  |                |               | ещё 447 родов |                                                         |

### Виды
- со статусом «подтвержденный» ('accepted')
  - Anethum graveolens L. — укроп пахучий
  - Anethum theurkauffii Maire

- со статусом «непроверенный» ('unchecked')
  - Anethum fennanei  (Reduron, Mathez & S.R.Downie) Reduron & Spalik 
  - Anethum involucratum  Korovin 
  - Anethum patulum  L. ex B.D.Jacks. 
  - Anethum ridolfia  Spalik & Reduron 
  - Anethum sanguineum  (Triano & A.Pujadas) Spalik, Banasiak & Frank. 
  - Anethum trifoliatum  Roxb.